# Бенд (Орегон)
Бенд (англ. Bend) — місто (англ. city) в США, адміністративний центр округу Дешутс штату Орегон над річкою Дешут. Бенд є головним центром центрального Орігона.
Населення 87,0 тисяч осіб на 2015 рік. Бендська агломерація охоплює округ Дешут з населенням 175,3 тисяч осіб і є 5 за величиною в Орігоні. Конурбація Бенда-Прайнвілл з 196,9 тисячами осіб (2015) додатково включає округ Крук .
У Бенді розташована автомобільна сервісна компанія Ле Шваб (Les Schwab) з 7 тисячами працівників у 9 штатах.

## Географія
Бенд розташований за координатами 44°3′23″ пн. ш. 121°18′29″ зх. д. / 44.05639° пн. ш. 121.30806° зх. д. (44.056430, -121.308024).  За даними Бюро перепису населення США в 2010 році місто мало площу 86,15 км², з яких 85,49 км² — суходіл та 0,66 км² — водойми.

### Клімат
| Клімат : Бенд                              | Клімат : Бенд | Клімат : Бенд | Клімат : Бенд | Клімат : Бенд | Клімат : Бенд | Клімат : Бенд | Клімат : Бенд | Клімат : Бенд | Клімат : Бенд | Клімат : Бенд | Клімат : Бенд | Клімат : Бенд | Клімат : Бенд |
| Показник                                   | Січ.          | Лют.          | Бер.          | Квіт.         | Трав.         | Черв.         | Лип.          | Серп.         | Вер.          | Жовт.         | Лист.         | Груд.         | Рік           |
| Абсолютний максимум, °C                    | 19,4          | 24,4          | 28,3          | 33,9          | 33,9          | 37,8          | 40,0          | 41,1          | 37,8          | 32,8          | 25,0          | 20,6          | 41,1          |
| Середній максимум, °C                      | 5,1           | 6,8           | 10,6          | 13,7          | 18,1          | 22,4          | 27,5          | 27,4          | 23,1          | 16,6          | 8,5           | 4,1           | 15,4          |
| Середній мінімум, °C                       | −4,3          | −4,3          | −2,5          | −0,9          | 2,4           | 5,5           | 8,6           | 7,9           | 4,2           | 0,4           | −2,3          | −5,2          | 0,8           |
| Абсолютний мінімум, °C                     | −32,2         | −32,2         | −25           | −13,3         | −11,7         | −6,1          | −2,8          | −5,6          | −11,1         | −17,8         | −25,6         | −31,7         | −32,2         |
| Середня кількість сонячних годин на місяць | 93            | 113           | 186           | 240           | 310           | 330           | 372           | 341           | 270           | 217           | 90            | 62            | 2624          |
| Норма опадів, мм                           | 37            | 29            | 18            | 18            | 22            | 20            | 14            | 12            | 10            | 15            | 35            | 54            | 285           |
| Днів з опадами                             | 8,9           | 8,0           | 6,5           | 6,4           | 5,6           | 4,6           | 3,1           | 2,8           | 3,1           | 4,2           | 8,8           | 9,8           | 71,7          |
| Днів зі снігом                             | 3,6           | 3,3           | 1,1           | ,4            | 0             | 0             | 0             | 0             | 0             | ,2            | 1,9           | 4,2           | 14,6          |
| ------------------------------------------ | ------------- | ------------- | ------------- | ------------- | ------------- | ------------- | ------------- | ------------- | ------------- | ------------- | ------------- | ------------- | ------------- |
| Джерело: NOAA (extremes 1901–present)      |               |               |               |               |               |               |               |               |               |               |               |               |               |

## Демографія
Згідно з переписом 2010 року, у місті мешкало 76 639 осіб у 31 790 домогосподарствах у складі 19 779 родин. Густота населення становила 890 осіб/км².  Було 36110 помешкань (419/км²).
Расовий склад населення:
| - 91,3 % — білих - 1,2 % — азіатів - 0,8 % — корінних американців - 0,5 % — чорних або афроамериканців - 0,1 % — вихідців з тихоокеанських островів - 3,4 % — осіб інших рас |

До двох чи більше рас належало 2,6 %. Частка іспаномовних становила 8,2 % від усіх жителів.
За віковим діапазоном населення розподілялося таким чином: 23,7 % — особи молодші 18 років, 63,9 % — особи у віці 18—64 років, 12,4 % — особи у віці 65 років та старші. Медіана віку мешканця становила 36,6 року. На 100 осіб жіночої статі у місті припадало 95,9 чоловіків;  на 100 жінок у віці від 18 років та старших — 93,5 чоловіків також старших 18 років.
Середній дохід на одне домашнє господарство  становив 76 803 долари США (медіана — 52 989), а середній дохід на одну сім'ю — 91 025 доларів (медіана — 67 611). Медіана доходів становила 49 408 доларів для чоловіків та 39 277 доларів для жінок. За межею бідності перебувало 12,5 % осіб, у тому числі 13,1 % дітей у віці до 18 років та 9,0 % осіб у віці 65 років та старших.
Цивільне працевлаштоване населення становило 40 402 особи. Основні галузі зайнятості: освіта, охорона здоров'я та соціальна допомога — 22,7 %, мистецтво, розваги та відпочинок — 13,8 %, роздрібна торгівля — 12,2 %, науковці, спеціалісти, менеджери — 12,2 %.